# Apocalyptische en postapocalyptische fictie

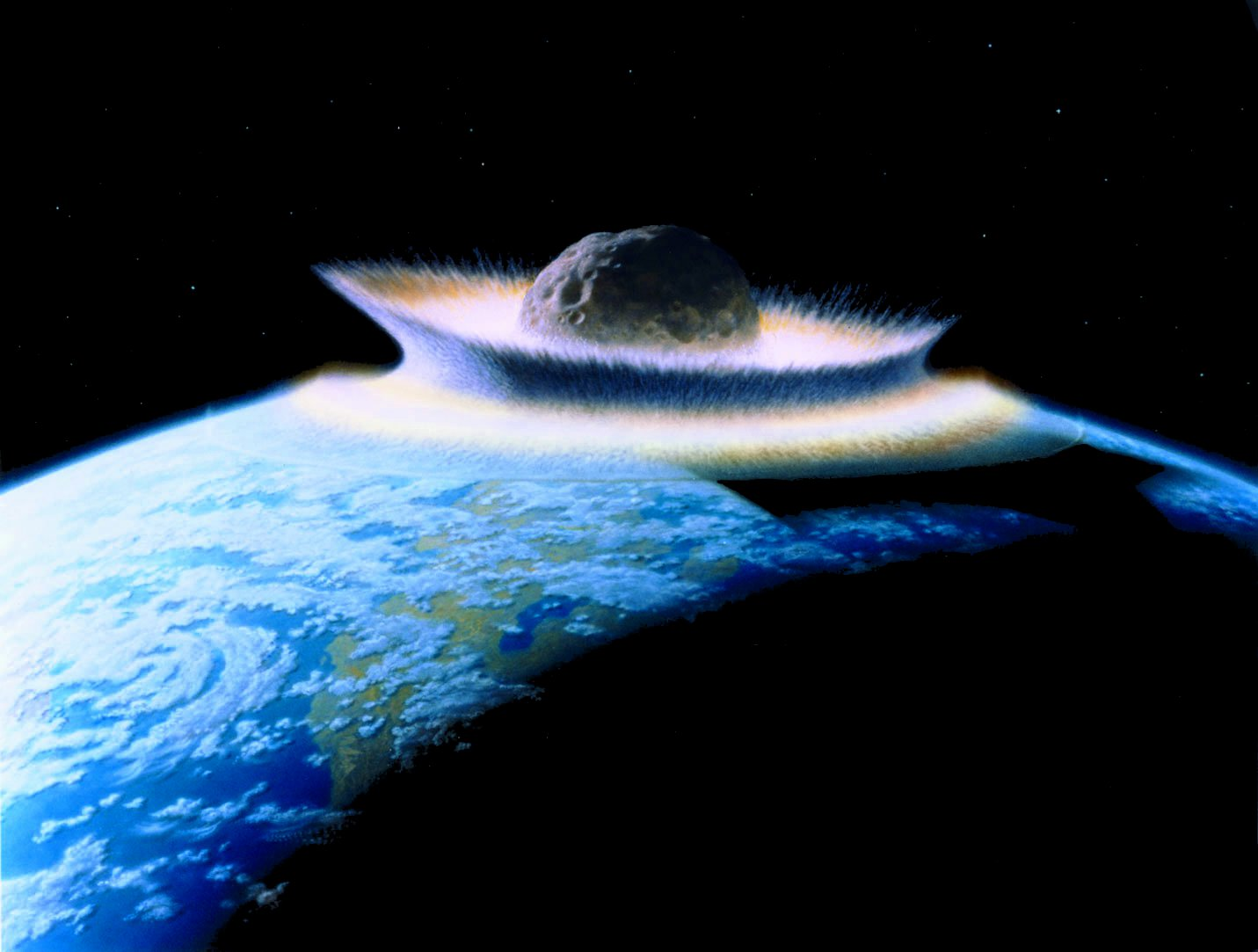
Een planetoïde die de Aarde raakt. Een goed voorbeeld van apocalyptische fictie.

Apocalyptische en postapocalyptische fictie zijn twee gerelateerde subgenres van sciencefiction of in bredere zin speculatieve fictie. Verhalen binnen deze genres draaien om het einde van de wereld of in elk geval het einde van de menselijke beschaving zoals men die nu kent. 

## Achtergrond
In apocalyptische fictie staat vooral de oorzaak van deze ondergang van de wereld of beschaving centraal.  Deze oorzaak kan sterk variëren, van bijvoorbeeld een grote ramp (al dan niet door de mens veroorzaakt) tot een nucleaire oorlog. 
In postapocalyptische fictie staan meer de gevolgen van deze ondergang centraal. Binnen postapocalyptische fictie zijn ook twee categorieën te onderscheiden. In de eerste groep vallen verhalen  die zich direct na de ondergang afspelen, en waarin de nadruk vooral ligt op de laatste overlevenden van de beschaving die zich staande proberen te houden. In de andere groep vallen verhalen die jaren, soms zelfs eeuwen, na de ondergang plaatsvinden, en draaien om een wereld waarin de mensheid de oude beschaving grotendeels vergeten is en nog maar weinig sporen van de oude beschaving aanwezig zijn. Voorbeeld is John Wyndhams The Chrysalids uit 1955.
De twee genres werden vooral populair na de Tweede Wereldoorlog als gevolg van de angst voor een kernoorlog tussen de Sovjet-Unie en de Verenigde Staten. Maar op zich zijn verhalen over een mogelijk einde van de wereld al eeuwen oud. Een van de eerste moderne werken van apocalyptische fictie is Mary Shelley's roman The Last Man uit 1826.